# Thamnomys major
Il ratto di boscaglia di Hatt (Thamnomys major  Hatt, 1934) è un roditore della famiglia dei Muridi endemico della Repubblica Democratica del Congo.

## Descrizione
Roditore di medie dimensioni, con la lunghezza della testa e del corpo di 156 mm, la lunghezza della coda di 201 mm e la lunghezza del piede di 31 mm.

La pelliccia è lunga. Le parti superiori sono marroni, con un'iridescenza verdastra dovuta alla presenza di peli più lunghi e brillanti. I fianchi sono più chiari. Le parti ventrali sono bianche, con dei riflessi giallo-arancioni. Le labbra, il mento, il dorso delle zampe e le dita sono bianchi. Al centro del dorso dei piedi è presente un'area bruno-nerastra. La punta del naso è nerastra. La coda è più lunga della testa e del corpo, ricoperta di peli che diventano gradualmente più lunghi verso la punta ed è uniformemente bruno-nerastra.

## Biologia

### Comportamento
È una specie notturna e arboricola.

## Distribuzione e habitat
Questa specie è conosciuta soltanto da un esemplare catturato nel 1927 sul Monte Karisimbi, nella parte della Repubblica Democratica del Congo del Lago Kivu ed ora depositato presso l'American Museum of Natural History di New York con numero di Catalogo AMNH 82694.
Vive nelle foreste dominate da alberi del genere Hagenia.

## Conservazione
La IUCN considera questa specie sinonimo di Thamnomys kempi.